# Limenitis hypoerythra
Limenitis hypoerythra är en fjärilsart som beskrevs av Ruggero Verity 1950. Limenitis hypoerythra ingår i släktet Limenitis och familjen praktfjärilar. Inga underarter finns listade i Catalogue of Life.